# Vrouwenmarathon van Tokio 1992
De Vrouwenmarathon van Tokio 1992 was een marathon voor eliteloopsters op zondag 15 november 1992. In deze veertiende editie van de Tokyo International Women's Marathon kwam de Schotse Liz McColgan kwam als eerste over de streep, in 2:27.38.

## Uitslagen
| rang   | naam                  | land | tijd    |
| ------ | --------------------- | ---- | ------- |
| Goud   | Liz McColgan          | SCO  | 2:27.38 |
| Zilver | Katrin Dörre          | GER  | 2:30.05 |
| Brons  | Ramilja Boerangoelova | RUS  | 2:30.34 |
| 4      | Valentina Jegorova    | RUS  | 2:31.27 |
| 5      | Eriko Asai            | JPN  | 2:31.41 |
| 6      | Mari Tanigawa         | JPN  | 2:33.57 |
| 7      | Janis Klecker         | USA  | 2:34.25 |
| 8      | Malgorzata Sobanska   | POL  | 2:34.54 |
| 9      | Gabriela Wolf         | GER  | 2:34.56 |
| 10     | Chiharu Sato          | JPN  | 2:35.23 |
| 11     | Kinshiyou Shiyou      | JPN  | 2:36.22 |
| 12     | Tatjana Titova        | RUS  | 2:36.53 |
| 13     | Malgorzata Birbach    | POL  | 2:38.18 |
| 14     | Yasuko Hashimoto      | JPN  | 2:42.11 |
| 15     | Noriko Suzuki         | JPN  | 2:44.20 |
| 16     | Midori Daigo          | JPN  | 2:44.44 |
| 17     | Chie Matsuda          | JPN  | 2:46.46 |
| 18     | Akiko Sugiura         | JPN  | 2:47.59 |
| 19     | Yoshiko Hirohama      | JPN  | 2:48.04 |
| 20     | Yoshiko Nishio        | JPN  | 2:49.06 |
| 21     | Makiko Yamamoto       | JPN  | 2:49.51 |
| 23     | Emi Saegusa           | JPN  | 2:52.19 |
| 25     | Mayumi Matsumoto      | JPN  | 2:53.49 |

Tokyo International Marathon (alleen mannen)

1981 · 1982 · 1983 · 1984 · 1985 · 1986 · 1987 · 1988 · 1989 · 1990 · 1991 · 1992 · 1993 · 1994 · 1995 · 1996 · 1997 · 1998 · 1999 · 2000 · 2001 · 2002 · 2003 · 2004 · 2005 · 2006

Tokyo International Women's Marathon (alleen vrouwen)

1979 · 1980 · 1981 · 1982 · 1983 · 1984 · 1985 · 1986 · 1987 · 1988 · 1989 · 1990 · 1991 · 1992 · 1993 · 1994 · 1995 · 1996 · 1997 · 1998 · 1999 · 2000 · 2001 · 2002 · 2003 · 2004 · 2005 · 2006 · 2007 · 2008

Tokyo Marathon (beide)

2007 · 2008 · 2009 · 2010 · 2011 · 2012 · 2013 · 2014 · 2015 · 2016 · 2017 · 2018 · 2019 · 2020 · 2021 · 2022 · 2023 · 2024